# Обыкновенный робало
Обыкновенный ро́бало, или белый робало, или снук (лат. Centropomus undecimalis), — вид лучепёрых рыб монотипического семейства робаловых. Распространены в западной части Атлантического океана. Самый крупный представитель рода, максимальная длина тела 140 см.

## Описание
Тело удлинённое, несколько сжато с боков, верхний профиль тела выпуклый. Высота тела составляет 59—64 % длины головы. Верхний профиль рыла немного вогнутый. Нижняя челюсть выдаётся вперёд. Окончание верхней челюсти достигает вертикали, проходящей через середину глаза, или заходит за неё. На нижней части первой жаберной дуги 8—10 жаберных тычинок. Рот большой, нет зубов на верхней челюсти. На предчелюстной, нижнечелюстной и нёбной костях мелкие зубы расположены узкими полосками. Два спинных плавника разделены небольшим промежутком. В первом спинном плавнике 8 сильных колючих лучей, а во втором — 1 колючий и 9—11 (обычно 10) мягких лучей. В анальном плавнике 3 колючих (второй луч сильный и самый длинный, но не доходит до основания хвостового плавника) и 5—7 мягких лучей. В грудных плавниках 14—16 мягких лучей. Брюшные плавник с 1 колючим и 5 мягкими лучами расположены под грудными плавниками. Окончания брюшных плавников не достигают анального отверстия. Боковая линия доходит до заднего края хвостового плавника (62—72 чешуи до основания хвостового плавника). Хвостовой плавник выемчатый. Вокруг хвостового стебля 22—28 чешуй.

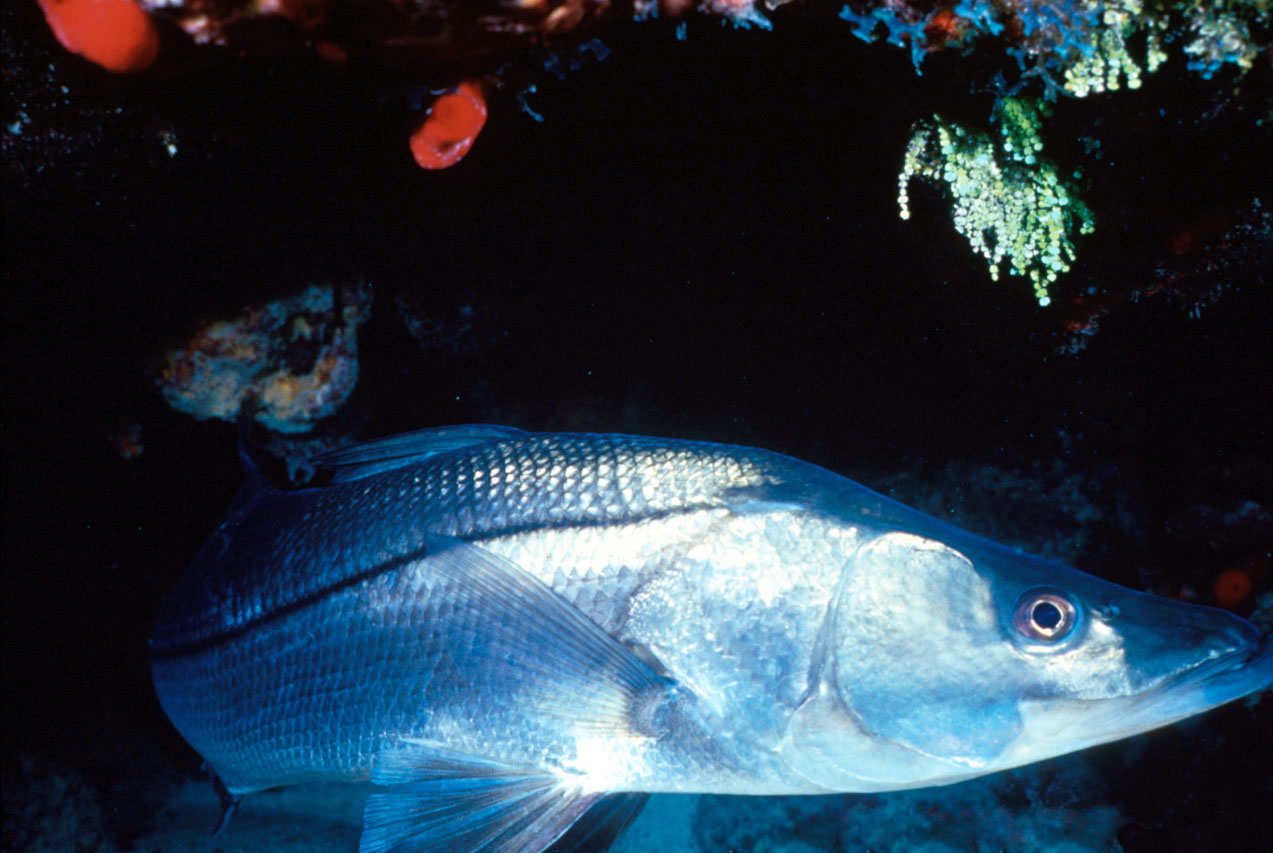

Дорсальная поверхность тускло-серого цвета с желто-зеленым оттенком. Нижняя часть тела и брюхо серебристые. Боковая линия чёрного цвета. Грудные и брюшные плавники, второй спинной плавник и верхняя лопасть хвостового плавника ярко-канареечного цвета. Однако некоторые особи в речной среде обитания могут быть значительно темнее по сравнению с рыбами из морского прибрежья.
Максимальная длина тела 140 см, обычно до 50 см; масса тела  до 24,3 кг.

## Биология
Обыкновенный робало обитает в прибрежных водах, предпочитает мангры в эстуариях, заходит в пресные воды. Эвригалинный вид. Молодь в течение первого года жизни встречается в трёх различных местообитаниях: пресноводные водотоки, соленые марши и прибрежные воды с зарослями морской травы. Нерестятся в морской воде. Обыкновенный робало является последовательным протандрическим гермафродитом. В начале жизненного цикла все особи представлены исключительно самцами, и после нереста самцы изменяют пол и становятся самками. Самцы впервые созревают при длине тела 15—20 см в возрасте одного года. Смена пола происходит в возрасте 1—7 лет.

## Ареал
Распространены в западной части Атлантического океана от северо-востока Флориды вдоль побережья США, Бермудские острова, Мексиканский залив (от Флорида-Кис до залива Матагорда (Техас) и далее на юг вдоль побережья Мексики), Карибское море (кроме Каймановых островов) и далее на юг вдоль побережья Южной Америки до Бразилии (штат Санта-Катарина).